# Ralph D. Lorenz
Ralph D. Lorenz é um cientista planetário e engenheiro do Laboratório de Física Aplicada da Johns Hopkins, cuja pesquisa concentra-se na compreensão de superfícies, atmosferas e as suas interacções em corpos planetários, especialmente Titã, Vénus, Marte e Terra. Ele actualmente trabalha como arquitecto de missão do Dragonfly, a quarta missão New Frontiers selecionada da NASA, e como cientista participante da Akatsuki e InSight.

## Filmografia
Lorenz aparece em vários documentários e séries científicas, incluindo NOVA, Unexplained Files da NASA, Horizon e Wonders of the Solar System.